# Arbre corail
Jatropha multifida
Espèce
Classification phylogénétique
L'Arbre corail ou Médicinier, Médicinier d'Espagne (Jatropha multifida), est une espèce de plantes à fleurs de la famille des Euphorbiaceae. C'est un arbuste succulent originaire d'Amérique tropicale (du Mexique au Brésil).
Dans les Antilles françaises, il est connu sous le nom de Noisette purgative ou Koray en créole.

## Synonymes
- Adenoropium multifidum   (L.) Pohl
- Jatropha janipha Blanco

## Description
L'arbuste, au port peu ramifié, atteint de 2 à 4 m de haut.
Il a de grandes feuilles vert sombre, qui sont portées par un pétiole presque aussi long que les feuilles elles-mêmes. Les feuilles sont palmatipartites, de contour suborbiculaire, de 15-30 cm de diamètre, et profondément découpées en 9 à 11 lobes. Ceux-ci sont entiers ou échancrés et longuement acuminés à l'apex.
Le tronc jaune et les fleurs rouge corail expliquent le qualificatif de "corail". Les pétales de 4-7 mm sont spatulés. L'inflorescence est de type terminal en bouquet, avec un long pédoncule.
Les fruits sont des capsules jaunes, pulpeuses, non comestibles, et renferment deux ou trois grosses graines.

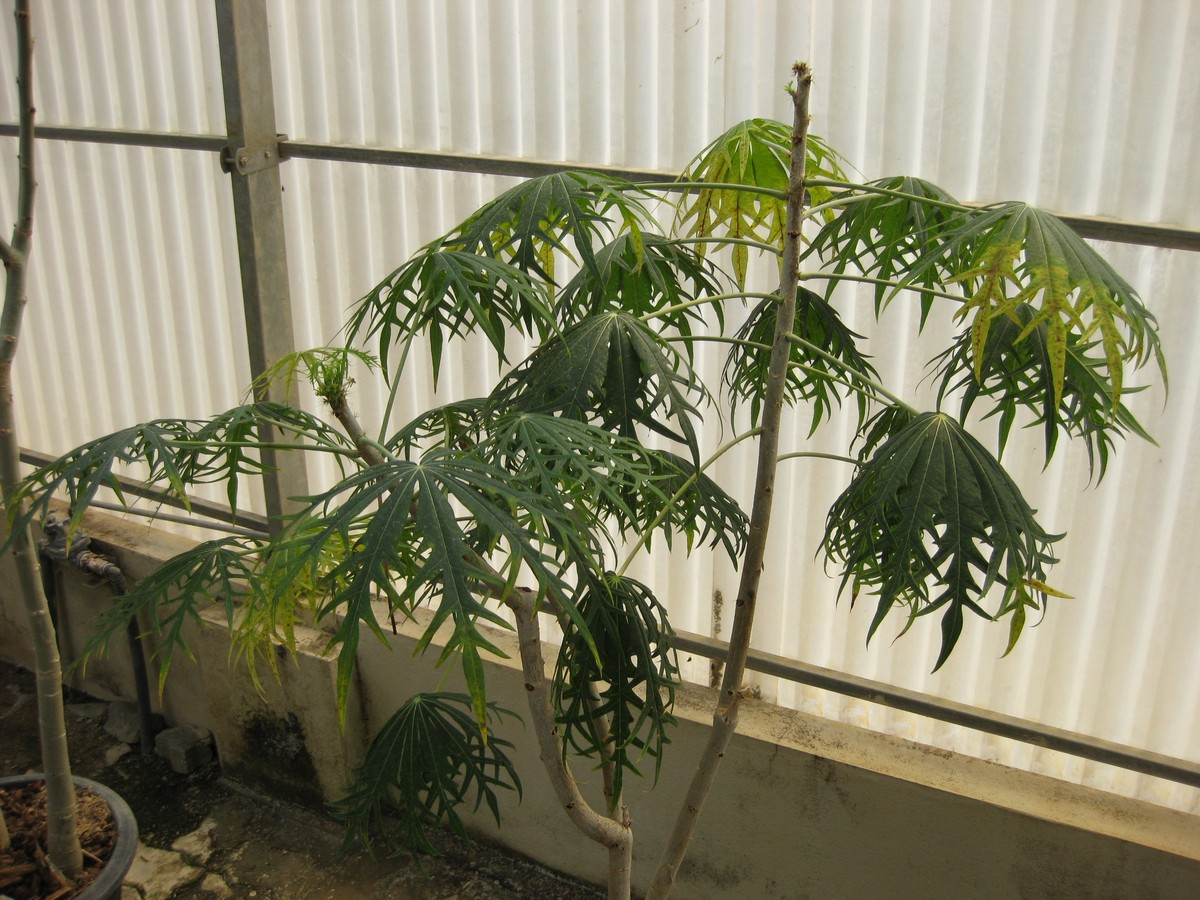
Arbuste cultivé en serre, au Jardin botanique de la reine Sirikit, en Thaïlande.
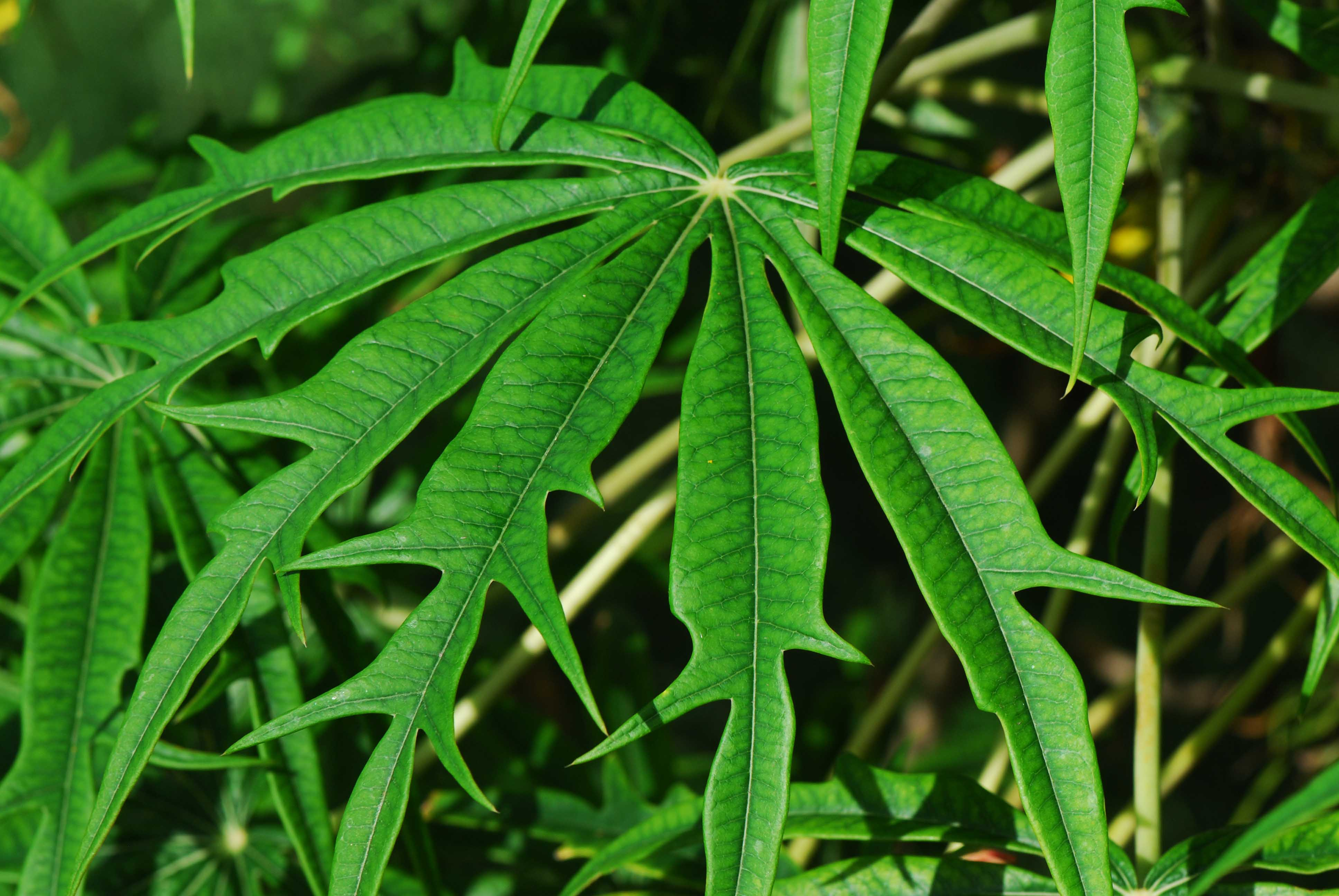
Feuille.
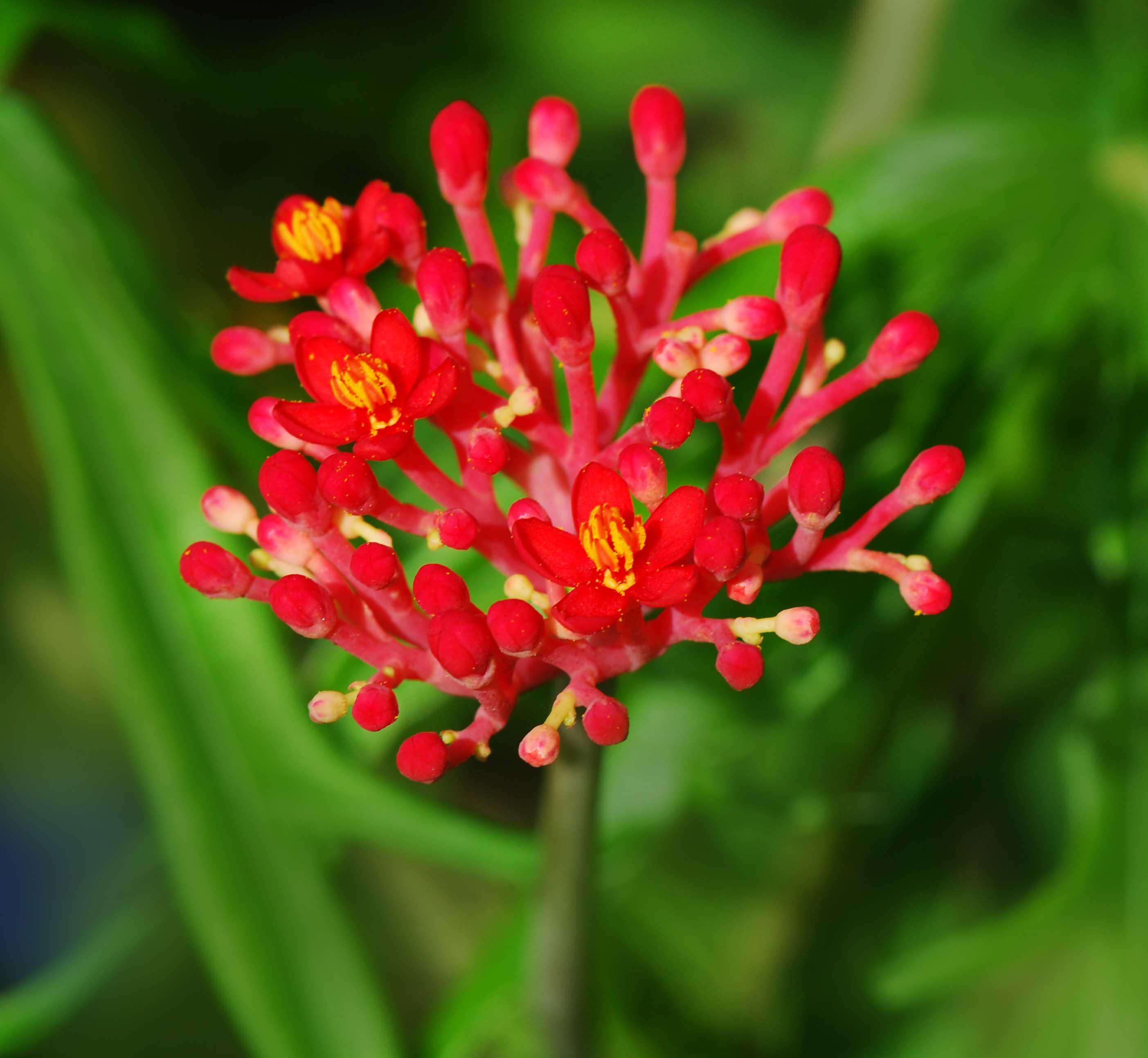
Inflorescence.
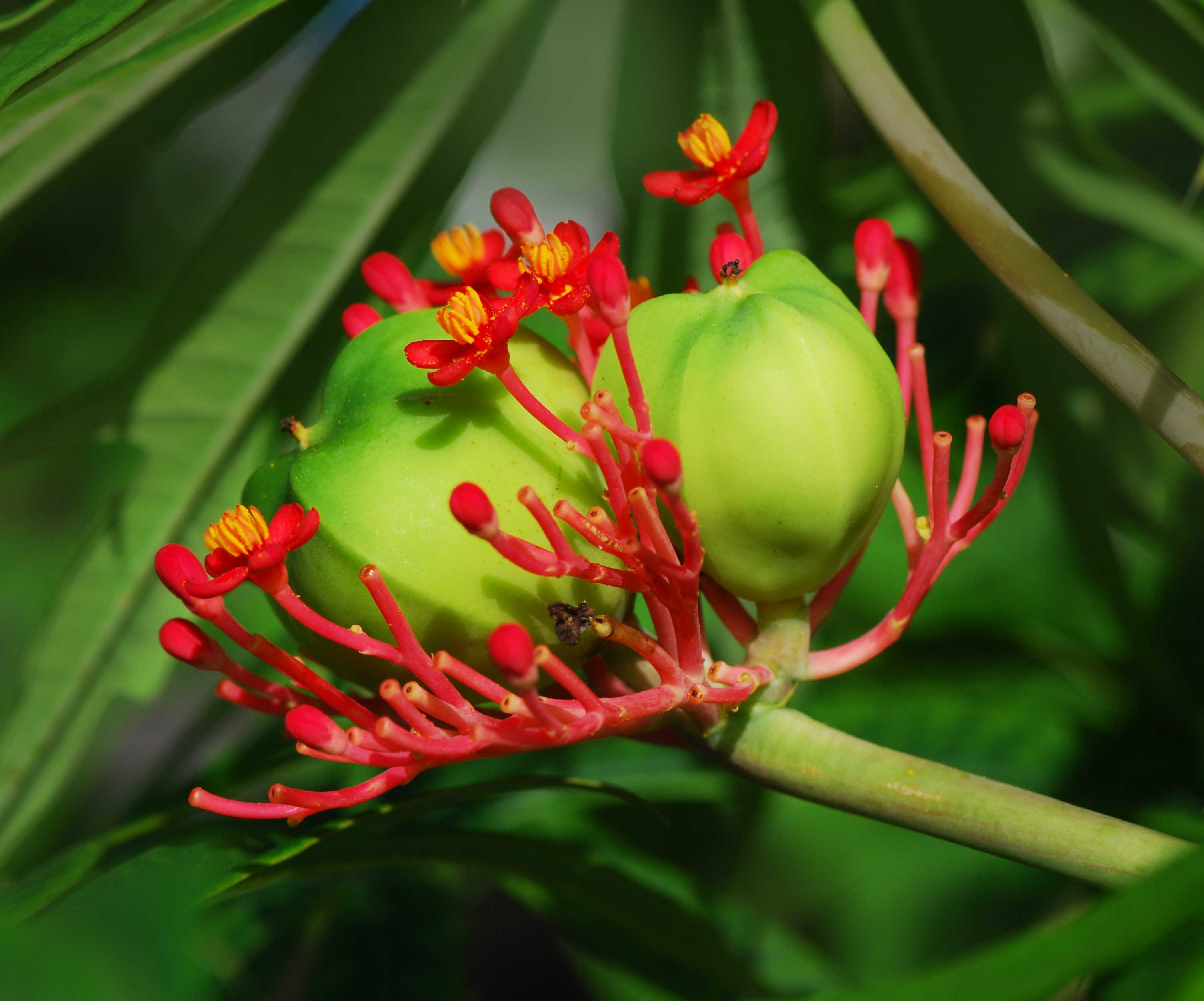
Fruits.
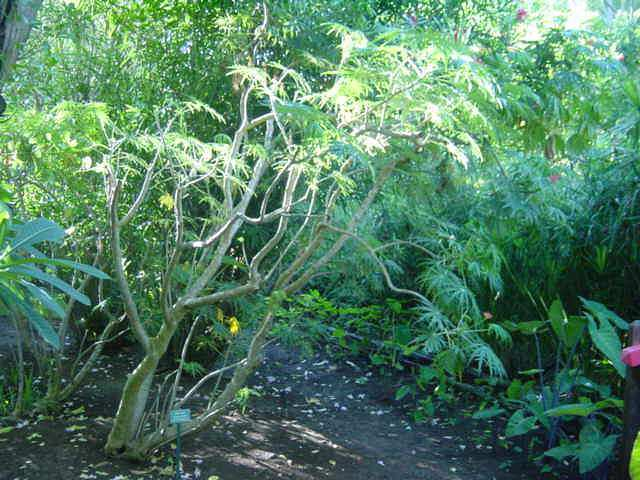
Arbre corail sur l'île de La Réunion.

## Propriétés
Il a été rapporté deux cas d'intoxication d'enfants ayant mangé les fruits de Jatropha multiphida.
La plante possède des propriétés antibactériennes et antifongiques.
Le latex comporte des peptides cycliques, des phénols, un cyanoglucoside (la multifidine) et divers glucosides.
La tige contient des diterpénoïdes, une flavone, et une coumarino-lignane.

## Utilisations
Au Mexique, les jeunes feuilles sont consommées comme légume.
Les graines, purgatives, sont utilisées en médecine traditionnelle.
En Tanzanie, les guérisseurs l'utilisent contre les infections fongiques.
En médecine traditionnelle chinoise, l'écorce et les feuilles sont utilisées contre les démangeaisons cutanées et l'eczéma.
Partout sous les tropiques, la plante est cultivée comme ornementale.